# 市原警察署
市原警察署（いちはらけいさつしょ）は、千葉県警察が管轄する警察署の一つである。第6方面の代表警察署。署長は警視。

## 管轄区域
- 市原市

## 庁舎概要
市原警察署庁舎
- 竣工年 : 1988年
- 延床面積 : 3,347m²
- 構造/規模 : RC造、地上4階

市原警察署南総幹部交番庁舎
- 竣工年 : 1971年
- 延床面積 : 282m²
- 構造/規模 : RC造、地上2階

## 所在地
- 千葉県市原市八幡海岸通1965番地17

## 沿革
- 1877年（明治10年） - 千葉警察署の八幡・鶴舞の両分署として発足。
- 1954年（昭和29年）7月1日 - 新警察法施行により千葉県警察が発足。千葉県八幡警察署となる。
- 1955年（昭和30年）3月31日 - 千葉県市原警察署に改称。
- 1970年（昭和45年） - 南総警察署と統合。

## 幹部交番
- 南総幹部交番（市原市牛久880番地1）

## 交番
- 姉崎交番（市原市姉崎東1丁目13番地45）
- 八幡宿駅前交番（市原市八幡930番地30）
- 五井駅前交番（市原市五井中央西1丁目1番地25）
- 五井西交番（市原市五井西2丁目10番地3）
- 辰巳台交番（市原市辰巳台東3丁目5番地）
- 藤井交番（市原市藤井1丁目166番地）
- 光風台交番（市原市光風台2丁目185番地）
- 国分寺台交番（市原市国分寺台中央1丁目1番地5）
- 有秋交番（市原市深城11番地8）
- ちはら台駅前交番（市原市ちはら台西2丁目101番地）
- 菊間交番（市原市菊間1705番地1）
- 白金交番（市原市白金町3丁目41番地3）

## 駐在所
- 市西駐在所（市原市大坪625番地3）
- 潤井戸駐在所（市原市潤井戸685番地3）
- 東国吉駐在所（市原市東国吉714番地）
- 養老駐在所（市原市山田603番地10）
- 廿五里駐在所（市原市廿五里498番地2）
- 青柳駐在所（市原市青柳2072番地）
- 内田駐在所（市原市宿175番地1）
- 鶴舞駐在所（市原市鶴舞276番地）
- 平三駐在所（市原市平蔵619番地1）
- 高滝駐在所（市原市養老1165番地2）
- 里見駐在所（市原市飯給587番地1）
- 白鳥駐在所（市原市朝生原174番地1）
- 青葉台駐在所（市原市青葉台5丁目14番地14）

## 主な未解決事件
- 市原市土宇における男性殺人事件